# Seznam epizod serije Prijatelji
Seznam epizod vsebuje vse epizode  televizijske serije Prijatelji, razvrščene po prvi predstavitvi v ZDA.
Med letoma 1994 in 2004 je bilo v desetih sezonah posnetih skupno 236 epizod, vsaka dolga približno 22 minut. Obstajata tudi dve posebni epizodi, ki sta zbirka vseh prejšnjih epizod. V originalni angleški različici se vse razen zadnjih dveh epizod začnejo z "The One..." (slovensko: "Tisti [epizoda]...").
- Sezona 1

- - S01E01 Tisti, kjer Monica dobi sostanovalko

22. september 1994 NBC

Monica in druščina predstavijo Rachel "resnični svet", potem ko zapusti svojega zaročenca pred oltarjem.
- - S01E02 Tisti s sonogramom na koncu

29. september 1994 NBC

Ross izve, da je njegova bivša žena noseča. Rachel vrne zaročni prstan Barryju. Monica postane pod stresom, ko jo obiščejo njeni in Rossovi starši.
- - S01E03 Tisti s palcem

6. oktober 1994 NBC

Monica postane razdražena, ko je vsem njen novi fant bolj všeč kot njej. Chandler nadaljuje s kajenjem. Phoebe najde nekaj dodatnega v svoji gazirani pijači.
- - S01E04 Tisti z Georgeom Stephanopoulosom

13. oktober 1994 NBC

Joey in Chandler peljeta Rossa na hokejsko tekmo, da bi mu odvrnila misli od obletnice prvega spolnega odnosa s Carol, medtem ko dekleta postanejo depresivna, ko ugotovijo, da nimajo 'načrta'.
- - S01E05 Tisti z vzhodnonemškim pralnim praškom

20. oktober 1994 NBC

Željan preživeti čas z Rachel, se Ross pridruži v pralnici. Joey prosi Monico, naj se pretvarja, da je njegovo dekle, medtem ko se Chandler trudi prekiniti s svojo.
- - S01E06 Tisti z ritjo

27. oktober 1994 NBC

Monikina obsesivnost je na preizkušnji, potem ko Rachel pospravi stanovanje. Joey dobi svojo veliko filmsko priložnost. Chandler uživa v razmerju z vso zabavo, a brez odgovornosti.
- - S01E07 Tisti z izpadom elektrike

3. november 1994 NBC

Ko New York doživi izpad elektrike, Ross poskuša Rachel povedati, da mu je všeč, Chandler pa obtiči v preddverju bankomata z manekenko.
- - S01E08 Tisti, kjer Nana umre dvakrat

10. november 1994 NBC

Monica in Ross žalujeta za smrtjo svoje babice. Medtem je Chandlerja razjezilo pisarniško ugibanje, da je gej.
- - S01E09 Tisti, kjer Underdog pobegne

17. november 1994 NBC

Načrti druščine za zahvalni dan se izjalovijo, potem ko se zaklenejo iz Monikinega in Rachelinega stanovanja. Joey dobi svojo prvo manekensko priložnost.
- - S01E10 Tisti z opico

15. december 1994 NBC

Druščina sklene (in prekrši) pakt, da na novoletno zabavo ne bodo pripeljali zmenkov. Phoebe začne hoditi z znanstvenikom. Ross kompenzira svojo osamljenost z opico.
- - S01E11 Tisti z gospo Bing

5. januar 1995 NBC

Chandlerjeva mama pride na obisk, Joey pa jo ujame, ko poljublja Rossa. Medtem se Monica in Phoebe prepirata zaradi moškega v komi.
- - S01E12 Tisti z ducatom lazanj

12. januar 1995 NBC

Razmerje med Rachel in Paolom se zaplete, ko on poskuša zapeljati Phoebe. Ross noče izvedeti spola svojega otroka, dokler se ne rodi. Chandler in Joey gresta po novo kuhinjsko mizo.
- - S01E13 Tisti z joški

19. januar 1995 NBC

Joey izve, da ima njegov oče ljubico. Rachel poskuša izenačiti rezultat, potem ko jo Chandler nehote vidi golo. Phoebe hodi s psihiatrom, ki analizira druščino.
- - S01E14 Tisti s sladkimi srčki

9. februar 1995 NBC

Ko se bliža valentinovo; Ross in njegov zmenek končata v isti restavraciji kot Carol in Susan, Joey nehote Chandlera spozna z Janice na zmenku na slepo, dekleta pa sežgejo spominke na svoje stare fante.
- - S01E15 Tisti z zadetim tipom

16. februar 1995 NBC

Monica skuha gurmanski obrok za restavratorja, ki išče novega kuharja, vendar ta pride v stanovanje zadet. Medtem Ross poskuša obvladati 'umazano govorjenje'.
- - S01E16 Tisti z dvema deloma (1)

23. februar 1995 NBC

Phoebe se počuti zapostavljeno, ko se Joey zaljubi v njeno sestro dvojčico. Chandler se trudi odpustiti privlačno sodelavko. Ross obiskuje tečaje Lamaze s Carol in Susan.
- - S01E17 Tisti z dvema deloma (2)

23. februar 1995 NBC

Rachel zamenja identiteto z Monico, da bi lahko uporabila njeno zdravstveno zavarovanje. Medtem,"""Ursula se še naprej vmešava med Phoebe in Joeyja.
- - S01E18 Tisti z vsem pokrom

2. marec 1995 NBC

Rachel se prijavi za delo pomočnice kupca. Prav tako spozna drugo plat običajno krotkega Rossa, ko se dekleta in fantje pomerijo v ne tako prijateljski igri pokra.
- - S01E19 Tisti, kjer opica pobegne

9. marec 1995 NBC

Skupina mrzlično išče Marcela, ki je izmuznil iz stanovanja, medtem ko ga je Rachel varovala.
- - S01E20 Tisti z zlobnim ortodontom

6. april 1995 NBC

Rachel in Barry se spet začneta dobivati, kljub dejstvu, da je on zdaj zaročen z Mindy; Chandler znori, ko mu ženska, ki mu je všeč, ne vrača telefonskih klicev.
- - S01E21 Tisti z lažno Monico

27. april 1995 NBC

Monica se spoprijatelji z žensko, ki ji je ukradla kreditno kartico. Ross je prisiljen oddati Marcela. Joey poskuša najti manj etnično zveneče umetniško ime.
- - S01E22 Tisti z dejavnikom gnusobe

4. maj 1995 NBC

Monica doživi šok, ko ugotovi, da je njen fant mlajši, kot je mislila. Chandler ugotovi, da ga sodelavci ne marajo, ko Phoebe začasno dela kot njegova tajnica.
- - S01E23 Tisti z rojstvom

11. maj 1995 NBC

Ko Carol začne rojevati; Ross in Susan se prepirata, Rachel flirta z Carolinim zdravnikom, Joey pa pomaga noseči samski materi.
- - S01E24 Tisti, kjer Rachel izve

18. maj 1995 NBC

Ko Ross odide na Kitajsko, Chandler po nesreči razkrije Rossova čustva do Rachel. Joey sodeluje v študiji plodnosti in ne more spati s svojo novo punco.
- Sezona 2

- - S02E01 Tisti z Rossovo novo punco

21. september 1995 NBC

Rachel potrpežljivo čaka Rossa na letališču, ne da bi vedela, da se vrača z novo punco. Medtem Phoebe prepričajo, da postriže Monico, Chandler pa ima neprijetno izkušnjo z Joeyjevim krojačem.
- - S02E02 Tisti z materinim mlekom

28. september 1995 NBC

Rossa gabi Carolino materino mleko, Rachel pa je neprijetno zaradi Monicinega naraščajočega prijateljstva z Julie. Medtem Joey tekmuje z drugim razpršilcem kolonjske vode.
- - S02E03 Tisti, kjer Heckles umre

5. oktober 1995 NBC

Po smrti gospoda Hecklesa Chandler odkrije srhljive podobnosti med moškim in svojim življenjem. Ross in Phoebe se prepirata o napredovanju evolucije.
- - S02E04 Tisti z Phoebinim možem

12. oktober 1995 NBC

Skupina je presenečena, ko izve, da se je Phoebe poročila z gejem kanadskim drsalcem, da bi mu pomagala do zelene karte. Ross išče nasvete za zvezo pri Rachel.
- - S02E05 Tisti s petimi zrezki in jajčevcem

19. oktober 1995 NBC

Težave z dohodki delijo prijatelje: premožni Ross, Chandler in Monica proti ne tako premožnim Phoebe, Rachel in Joeyju.
- - S02E06 Tisti z dojenčkom na avtobusu

2. november 1995 NBC

Chandler in Joey varujeta Bena, ko ima Ross alergijsko reakcijo in mora v bolnišnico. Phoebe izgubi svojo pevsko službo v Central Perku zaradi profesionalne pevke.
- - S02E07 Tisti, kjer Ross izve

9. november 1995 NBC

Pijana Rachel pokliče Rossa in mu na telefonski tajnici razkrije svoja čustva do njega. Medtem Monica najde delo kot Chandlerjeva osebna trenerka, Phoebe pa se trudi, da bi njen fant spal z njo.
- - S02E08 Tisti s seznamom

16. november 1995 NBC

Ross mora izbirati med Rachel in Julie ter prosi Joeyja in Chandlerja za pomoč pri sestavljanju seznama prednosti in slabosti. Medtem Monica dobi službo, kjer pripravlja hrano s sintetičnim nadomestkom čokolade.
- - S02E09 Tisti z Phoebinim očetom

14. december 1995 NBC

Phoebe izsledi svojega pravega očeta. Chandler in Joey prepozno nakupujeta darila, Monica pa daje napitnine z doma pečenimi piškoti.
- - S02E10 Tisti z Russom

4. januar 1996 NBC

Monica se spet dobi z 'Zabavnim Bobbyjem'. Rachel začne hoditi z moškim po imenu Russ, ki je izjemno podoben Rossu.
- - S02E11 Tisti z lezbično poroko

18. januar 1996 NBC
Rachelina mama pride na obisk z veliko novico. Monica poskrbi za catering na poroki Carol in Susan. Phoebe postane 'obsedena' z duhom nedavno preminule stranke.
- - S02E12 Tisti po Super Bowlu (1)

28. januar 1996 NBC
Ross obišče Marcela med potovanjem v Kalifornijo. Joey prejme svoje prvo pismo oboževalke od privlačne, a nestabilne ženske. Phoebe je prosijo, naj poje za otroke v knjižnici.
- - S02E13 Tisti po Super Bowlu (2)

28. januar 1996 NBC
Ross najde Marcela na snemanju novega filma, kjer Chandler naleti na nekdanjega sošolca. Medtem Rachel in Monica tekmujeta za naklonjenost Jean-Claudea Van Dammeja.
- - S02E14 Tisti z maturantskim videom

1. februar 1996 NBC
Skupina gleda domači video z večera maturantskega plesa Monice in Rachel. Joey da Chandlerju grozno zapestnico.
- - S02E15 Tisti, kjer Ross in Rachel... Saj veste

8. februar 1996 NBC
Monica se zaljubi v prijatelja svojih staršev, ko mu pripravlja zabavo. Ross in Rachel gresta na svoj prvi zmenek. Joey in Chandler se nočeta premakniti, ko dobita nov televizor in dva naslanjača.
- - S02E16 Tisti, kjer se Joey odseli

15. februar 1996 NBC
Joey se odloči odseliti. Rachel in Phoebe se odločita za tetovaže. Monica skrbi, da bodo njeni starši izvedeli, da hodi z Richardom.
- - S02E17 Tisti, kjer se Eddie vseli

22. februar 1996 NBC
Phoebe odkrije glasbeni producent, ki želi iz "Smelly Cat" narediti glasbeni video. Rossovo novo razmerje z Rachel povzroči, da se Monica počuti, kot da spet živi s svojim bratom. Chandler dobi novega sostanovalca.
- - S02E18 Tisti, kjer dr. Ramoray umre

21. marec 1996 NBC
Joey se sooči s posledicami, potem ko se v intervjuju pohvali, da si sam piše svoje replike. Chandlerja vznemirja Eddiejevo čudno vedenje, medtem ko Ross in Rachel primerjata svoje pretekle ljubimce, prav tako Richard in Monica.
- - S02E19 Tisti, kjer Eddie ne bo šel

28. marec 1996 NBC
Chandler, prestrašen zaradi svojega bizarnega novega sostanovalca, zahteva, da se odseli. Joey se težko sprijazni s spremembo v svojem življenjskem slogu. Nova knjiga o opolnomočenju žensk navdihne dekleta.
- - S02E20 Tisti, kjer Old Yeller umre

4. april 1996 NBC
Phoebejin pogled na svet se poruši, ko izve, kako se "Old Yeller" zares konča. Monica postane ljubosumna, ko se Richard začne družiti z Joeyjem in Chandlerjem. Rachel zajame panika, ko izve, da je Ross načrtoval celotno njuno skupno življenje.
- - S02E21 Tisti z nasilneži

25. april 1996 NBC
Chandler in Ross naletita na dva nasilneža v Central Perku. Monica poskusi srečo na borzi, da bi se izognila službi v restavraciji s tematiko 50. let. Phoebe se drugič odpelje v notranjost države, da bi spoznala svojega očeta, medtem ko jo spremljata Joey in Rachel.
- - S02E22 Tisti z dvema zabavama

2. maj 1996 NBC
Skupina načrtuje zabavo presenečenja za Rachel, a pravo presenečenje je, ko se na isti zabavi pojavita oba njena odtujena starša.
- - S02E23 Tisti z noricami

9. maj 1996 NBC
Phoebe dobi norice ravno takrat, ko v mesto prispe stara ljubezen na dopustu iz mornarice. Joey dobi službo v Chandlerjevi pisarni. Monica je razburjena, ker Richard nima nobenih posebnosti.
- - S02E24 Tisti s poroko Barryja in Mindy

16. maj 1996 NBC
Rachel se strinja, da bo družica na poroki svojega nekdanjega zaročenca. Da bi dobila vlogo v novem filmu Warrena Beattyja, mora Joey vaditi poljubljanje fantov. Monica razmišlja o svoji prihodnosti z Richardom.
- Sezona 3

- - S03E01 Tisti s fantazijo o princesi Lei

16. september 1996 NBC

Monica trpi za nespečnostjo in depresijo po razhodu z Richardom. Joey se trudi sprejeti razmerje Chandlerja in Janice.Ross zaupa Rachel eno od svojih fantazij.
- - S03E02 Tisti, kjer nihče ni pripravljen

26. september 1996 NBC

Stresen Ross obupano in vztrajno poskuša pripraviti preostalo druščino na dogodek s črnimi kravatami v muzeju, medtem ko se Joey in Chandler prepirata glede osebnih stvari in osebnega prostora.
- - S03E03 Tisti z marmelado

3. oktober 1996 NBC

Phoebe hodi z moškim, ki misli, da je njena sestra dvojčica. Monica svoj prosti čas porabi za izdelavo marmelade, da bi prebolela Richarda, in razmišlja o oploditvi prek banke sperme.
- - S03E04 Tisti z metaforičnim tunelom

10. oktober 1996 NBC

Chandler poskuša preboleti svoj strah pred zavezanostjo. Phoebe se pretvarja, da je Joeyjeva agentka, potem ko mu pozabi povedati za avdicijo. Ross panično reagira, ko vidi Bena, da se igra z Barbie punčko, in ga poskuša prepričati, naj se igra z bolj moškimi igračami.
- - S03E05 Tisti s Frankom ml.

17. oktober 1996 NBC

Phoebein polbrat pride na obisk, vendar imata težave z navezovanjem stikov. Joey poskuša zgraditi zabavni center. Ross je izzvan, naj poimenuje pet zvezdnikov, s katerimi bi najraje spal.
- - S03E06 Tisti s povratnim posnetkom

31. oktober 1996 NBC

Ko Janice vpraša druščino, ali je kdo od njih kdaj spal skupaj, se prijatelji spomnijo tri leta nazaj.
- - S03E07 Tisti z avtomobilsko posteljo

7. november 1996 NBC

Monica kupi novo posteljo od Janiceinega kmalu bivšega moža, vendar je dostavljena napačna. Rachel poskuša zbližati svojega očeta in Rossa. Joey dobi službo poučevanja igralskega razreda za telenovele.
- - S03E08 Tisti z velikansko napravo za drezanje

14. november 1996 NBC

Chandler je uničen, potem ko mu Joey pove, da je videl Janice, kako poljublja svojega bivšega moža. Monica po nesreči udari Bena po glavi. Phoebe je paranoična glede obiska zobozdravnika.
- - S03E09 Tisti z nogometom

21. november 1996 NBC

Staro rivalstvo med Monico in Rossom se ponovno pojavi in preloži večerjo za zahvalni dan, ko se druščina odloči igrati igro "touch" nogometa.
- - S03E10 Tisti, kjer Rachel odneha

12. december 1996 NBC

Rachel sprejme prenagljeno odločitev, potem ko ji Gunther pove, da se mora prekvalificirati. Phoebe poskuša pomagati Joeyju, ko dobi službo prodajalca božičnih drevesc. In Ross po nesreči zlomi deklici nogo in ji poskuša to nadoknaditi.
- - S03E11 Tisti, kjer se Chandler ne more spomniti, katera sestra

9. januar 1997 NBC

Ross je sumničav glede Rachelinih morebitnih ponudb za delo od privlačnega neznanca. In pijani Chandler se spogleduje z eno od Joeyjevih sester, vendar se ne more spomniti, katero.
- - S03E12 Tisti z vso ljubosumjem

16. januar 1997 NBC

Ross postane ljubosumen na Marka. Potem ko Joey laže v svojem življenjepisu, je prisiljen učiti ples igralski zasedbi Broadwaya. Monica hodi z natakarjem, ki sovraži Američane.
- - S03E13 Tisti, kjer sta Monica in Richard samo prijatelja

30. januar 1997 NBC

Monikina volja je preizkušena, ko naleti na Richarda. Joey se strinja, da bo prebral Male ženske, medtem ko se Rachel strinja, da bo prebrala Izžarevanje. Phoebein športni zmenek ima težave s kratkimi hlačami.
- - S03E14 Tisti s Phoebeinim bivšim partnerjem

6. februar 1997 NBC

Phoebe se ponovno sreča s svojim nekdanjim pevskim partnerjem. Chandler hodi z žensko s protetično nogo. Rachelina nova služba še naprej obremenjuje njen odnos z Rossom.
- - S03E15 Tisti, kjer si Ross in Rachel vzameta odmor (1)

13. februar 1997 NBC

Ross išče tolažbo na zabavi po grenkem prepiru z Rachel. Phoebe hodi z diplomatom, ki potrebuje tolmača za komunikacijo z njo.
- - S03E16 Tisti z jutranjim dnem (2)

20. februar 1997 NBC

Ross je obremenjen z občutkom krivde in poskuša preprečiti, da bi Rachel izvedela, kaj je storil. Ko pa izve, se prepirata. Drugi štirje prijatelji so ujeti v Monikini spalnici in so prisiljeni poslušati.
- - S03E17 Tisti brez smučarskega izleta

6. marec,1997 NBC

Ross in Rachel tekmujeta, kdo bo preživel več časa s prijatelji po njunem razhodu.
- - S03E18 Tisti s hipnotičnim trakom

13. marec 1997 NBC

Monica se strinja z zmenkom z eno od strank svoje restavracije. Phoebin polbrat pride na obisk in naznani, da se bo poročil. Chandler uporablja hipnotični trak za prenehanje kajenja, z presenetljivimi rezultati.
- - S03E19 Tisti z majhno majico

27. marec 1997 NBC

Rachel gre na svoj prvi zmenek po razhodu z Rossom. Joey se zaljubi v svojo soigralko. Monica se še naprej dobiva s Petom, čeprav je še vedno ne privlači.
- - S03E20 Tisti s hišico za punčke

10. april 1997 NBC

Rachel obžaluje, da je Chandlerja spoznala s svojo šefico, Joanno. Monicina teta umre in ji zapusti starinsko hišico za punčke.
- - S03E21 Tisti s piščancem in raco

17. april 1997 NBC

Monica razmišlja o sanjski službi v Petovi novi restavraciji. Joey kupi Chandlerju nenavadnega hišnega ljubljenčka. Ross se žrtvuje za Rachel.
- - S03E22 Tisti s kričačem

24. april 1997 NBC

Na premieri Joeyjeve velike igre; Ross ugotovi, da je Rachelina spremljevalka nora. Joey je razburjen, ko Kate ponudijo službo v Los Angelesu. Phoebe je na čakanju pri svojem telefonskem podjetju.
- - S03E23 Tisti z Rossovo stvarjo

1. maj 1997 NBC

Ross, ki ga muči skrivnostna kožna bolezen, išče zdravniško pomoč. Phoebe se ne more odločiti med dvema fantoma. Monica se ne more odločiti, kaj naj stori glede Peta, ko misli, da jo bo zasnubil.
- - S03E24 Tisti z ultimativnim borcem

8. maj 1997 NBC

Pete želi postati ultimativni borec, vendar ga Monica težko podpira. Chandler ima težave s svojim novim šefom. Phoebe Rossu uredi zmenek.
- - S03E25 Tisti na plaži

15. maj 1997 NBC

Skupina gre na plažo in Phoebe sreča družinskega prijatelja, ki je povezan z njeno preteklostjo. Ross odkrije, da ga Rachel še vedno ljubi in se mora odločiti med njo in Bonnie.
- Sezona 4

- - S04E01 Tisti z meduzo

25. september 1997 NBC

Ross izbira med Rachel in svojo plešasto punco Bonnie. Phoebe se trudi spopasti z novim razkritjem. Monico piči meduza.
- - S04E02 Tisti z mačko

2. oktober 1997 NBC

Phoebe verjame, da duh njene posvojiteljice prebiva v mački. Monica gre na zmenek z Rachelino srednješolsko ljubeznijo. Medtem Joeyja in Chandlerja oropajo.
- - S04E03 Tisti z lisicami

9. oktober 1997 NBC

Monica pripravlja zabavo za svojo mamo. Chandlerjevo srečanje z Rachelino šefico privede do nerodne situacije. Prodajalec enciklopedij izkoristi Joeyja.
- - S04E04 Tisti s plesom v dvorani

16. oktober 1997 NBC

Joey poskuša plesati v dvorani, da bi pomagal Monici in Rachel. Phoebe privlači eden od njenih strank za masažo. Chandler ima težave pri poskusu prenehanja obiskovanja telovadnice.
- - S04E05 Tisti z Joeyjevo novo punco

30. oktober 1997 NBC

Chandler razvije čustva do Joeyjeve nove punce. Ross in Rachel poskušata drug drugega narediti ljubosumnega. Phoebe obupno poskuša dobiti prehlad, potem ko odkrije, da ji to naredi glas bolj seksi.
- - S04E06 Tisti z umazano punco

6. november 1997 NBC

Rossova nova punca se zdi skoraj popolna, dokler ne obišče njene hiše in odkrije, da je njeno stanovanje neverjetno umazano. Chandler pomaga Joeyju izbrati darilo za Kathy.  Phoebe pomaga Monici pri pripravi dogodka.
- - S04E07 Tisti, kjer Chandler prestopi mejo

13. november 1997 NBC

Chandler se počuti krivega, potem ko je poljubil Kathy. Ross spet začne igrati klaviature in nihče mu noče povedati, kako grozen je.
- - S04E08 Tisti s Chandlerjem v škatli

20. november 1997 NBC

Chandler se strinja, da bo preživel zahvalni dan v zabojniku kot pokoro za poljubljanje Kathy. Skupina se odloči, da si bo podarila darila Skrivnega Božička. Potem ko Monica dobi led v oko, je njen zdravnik na koncu Richardov sin.
- - S04E09 Tisti, kjer gredo na zabavo!

11. december 1997 NBC 
Chandlerjev in Rossov prijatelj s fakultete prihaja v mesto. Joanna uniči Rachelino priložnost za napredovanje. Monica mora izbirati med stalno službo kot glavna kuharica v restavraciji ali ohranitvijo svojega catering posla s Phoebe.
- - S04E10 Tisti z dekletom iz Poughkeepsieja

18. december 1997 NBC 
Ross mora izbirati med dvema dekletoma. Chandler neuspešno poskuša Rachel spraviti skupaj s sodelavcem. Monica je slabo obravnavana s strani svojih novih sodelavcev.
- - S04E11 Tisti s Phoebino maternico

8. januar 1998 NBC 
Phoebe razmišlja o svojih možnostih, ko jo brat in njegova nova žena prosita, naj bo njuna nadomestna mati. Joey dela kot turistični vodič v Rossovem muzeju. Chandler išče nasvet pri Monici in Rachel.
- - S04E12 Tisti z zarodki

15. januar 1998 NBC 
Phoebina maternica je pregledana za implantacijo zarodkov. Medtem se na videz neškodljiva igra med Chandlerjem in Joeyjem proti Monici in Rachel stopnjuje v pravi boj, kjer so vložki vedno višji.
- - S04E13 Tisti z Rachelino simpatijo

29. januar 1998 NBC 
Po ogledu Kathyjine igre je Chandler prepričan, da ga vara. Rachel se zaljubi v enega od svojih strank. Monica postane ljubosumna, ko ugotovi, da ni več 'gostiteljica'.
- - S04E14 Tisti z Joeyjevim umazanim dnem

5. februar 1998 NBC 
Po tridnevnem ribolovu z očetom Joey nima časa za tuširanje, preden gre na snemanje novega filma. Rachel Rossu spravi skupaj nečakinjo svoje šefice. Chandler je obupan po razhodu s Kathy.
- - S04E15 Tisti z vsem ragbijem

26. februar 1998 NBC 
Ross se poskuša naučiti igrati ragbi, da bi navdušil Emily. Monica je obsedena z električnim stikalom za luči. Chandler naleti na Janice in ustvari zapleten načrt, da bi se je znebil.
- - S04E16 Tisti z lažno zabavo

19. marec 1998 NBC 
Rachel priredi lažno poslovilno zabavo za Emily, samo zato, da bi lahko videla Joshuo zunaj službe. Noseča Phoebe si želi mesa.
- - S04E17 Tisti z brezplačno pornografijo

26. marec 1998 NBC 
Chandler in Joey odkrijeta, da imata brezplačen kanal na televiziji. Monica prepriča Rossa, naj Emily pove, kaj resnično čuti, preden odide. Na pregledu pri ginekologu Phoebe dobi presenetljive novice.
- - S04E18 Tisti z Rachelino novo obleko

2. april 1998 NBC 
Rachel ima neroden srečanje z Joshuovimi starši. Phoebe dobi priložnost, da poimenuje enega od trojčkov. Ross postane paranoičen, ko Emily odide v London s Susan.
- - S04E19 Tisti z vso naglico

9. april 1998 NBC 
Monica in Rachel poskušata dobiti nazaj svoje stanovanje od Chandlerja in Joeyja. Ross naredi naslednji korak v svojem razmerju z Emily.
- - S04E20 Tisti z vsemi poročnimi oblekami

16. april 1998 NBC 
Monica preizkusi Emilyjino poročno obleko. Rachel je ljubosumna na Rossovo snubitev Emily. Chandler odpelje Joeyja v kliniko za spanje, ko začne smrčati.
- - S04E21 Tisti z vabilom

23. april 1998 NBC 
Ross in Emily se pogovarjata, koga povabiti na poroko. Ross in Rachel se spominjata svojega vzponov in padcev polnega razmerja.
- - S04E22 Tisti z najslabšim poročnim pričem vseh časov

30. april 1998 NBC 
Phoebe je utrujena od nosečnosti in doživlja velike nihanje razpoloženja. Ross izbere Joeyja za svojega poročnega priča. Po nesreči na njegovi fantovščini ponovno premisli svojo odločitev.
- - S04E23 Tisti z Rossovo poroko (1)

7. maj 1998 NBC 
Phoebe poskuša Rachel pomagati pri njenih čustvih do Rossa, medtem ko se ostali odpravijo v London. Nekdo drug se nepričakovano pojavi na poroki.
- - S04E24 Tisti z Rossovo poroko (2)

7. maj 1998 NBC 
Phoebe pokliče, da opozori na Rachelino bližajoče se prihod. Rossovi in Emilyjini starši se prepirajo. Poroka se konča z napako.*Sezona 5
- - S05E01 Tisti, ko Ross reče Rachel

24. september 1998 NBC

Po poroki Ross poskuša rešiti svoj zakon z Emily. Medtem Chandler in Monica poskušata preživeti čas sama skupaj.
- - S05E02 Tisti z vsemi poljubi

1. oktober 1998 NBC

Ross še naprej poskuša popraviti svoj zakon z Emily. Chandler poskuša skriti svojo zvezo z Monico. Medtem Phoebe začnejo jeziti zgodbe vseh o Londonu.
- - S05E03 Stoti

8. oktober 1998 NBC

Phoebe odpeljejo v bolnišnico, da bi rodila. Joey dobi ledvične kamne. Medtem Rachel poskuša Monico spraviti na zmenek z moškim medicinskim bratom.
- - S05E04 Tisti, ko Phoebe sovraži PBS

15. oktober 1998 NBC

Joey dobi službo pri PBS teletonu. Monica poskuša prepričati Rachel, da hodi z nekom iz službe, da bi skrila svojo zvezo s Chandlerjem.
- - S05E05 Tisti s Kipsi

29. oktober 1998 NBC

Chandler in Monica gresta za vikend, a se ves čas prepirata. Ross poskuša Rachel povedati o svojem dogovoru z Emily.
- - S05E06 Tisti z Yetijem

5. november 1998 NBC

Skupina postane frustrirana zaradi Emilyjinih zahtev do Rossa. Monica in Rachel zamenjata svojega novega soseda za Yetija. Phoebe prejme krzneni plašč kot družinsko dediščino od svoje matere.
- - S05E07 Tisti, ko se Ross preseli

12. november 1998 NBC

Chandler in Joey dovolita Rossu, da se preseli k njima. Medtem se Phoebe zaplete z lokalnim zdravstvenim inšpektorjem, Rachel pa se dela nedostopno z Dannyjem.
- - S05E08 Tisti z vsemi zahvalnimi dnevi

19. november 1998 NBC

Skupina se spominja svojih najslabših zahvalnih dni.
- - S05E09 Tisti z Rossovim sendvičem

10. december 1998 NBC

Joeyju postane neprijetno, ko mora varovati skrivnost Monice in Chandlerja. Medtem Ross na delu pobesni, ko mu nekdo ukrade sendvič.
- - S05E10 Tisti z neprimerno sestro

17. december 1998 NBC

Joey uči Rossa, kako biti brezposeln. Phoebe med prazniki dela za Vojsko odrešitve. Rachel spozna Dannyjevo sestro in je zgrožena, ko se zdi, da sta preveč igriva.
- - S05E11 Tisti z vsemi novoletnimi zaobljubami

7. januar 1999 NBC

Z novim letom si prijatelji dajo novoletne zaobljube. Rachel odkrije veliko skrivnost, ki grozi, da bo pokvarila njeno zaobljubo.
- - S05E12 Tisti s Chandlerjevim delovnim smehom

21. januar 1999 NBC

Monica ugotovi, da ima Chandler drugo, bolj nadležno osebnost, ko je v bližini svojega šefa. Ross izve, da se Emily ponovno poroči.
- - S05E13 Tisti z Joeyjevo torbo

4. februar 1999 NBC

Monica Chandlerju privošči bolečo masažo. Phoebejina babica umre in je šokirana, kdo pride na pogreb. Rachel da Joeyju "torbo za čez ramo" za avdicijo.
- - S05E14 Tisti, ko vsi izvedo

11. februar 1999 NBC

Ko prijatelji odkrijejo, da se Grdi Goli Moški seli iz svojega stanovanja, Ross izkoristi priložnost, da dobi svoje stanovanje. Phoebe izve za Monico in Chandlerja ter ju poskuša prepričati, da razkrijeta resnico.
- - S05E15 Tisti z dekletom, ki udarja Joeyja

18. februar 1999 NBC

Joey začne hoditi z dekletom, ki ga rada igrivo udarja. Ross si ustvari sovražnike s svojimi novimi sosedi.
- - S05E16 Tisti s policistom

25. februar 1999 NBC

Joey sanja o Monici. Phoebe najde policijsko značko pod svojim sedežem v Central Perku. Ross kupi kavč, vendar ima težave s prenašanjem po stopnicah v svoje novo stanovanje.
- - S05E17 Tisti z Racheljinim nenamernim poljubom

18. marec 1999 NBC

Rachel ima neroden incident, ko se prijavi za novo službo. Monica postane ljubosumna na Phoebe in Garyja. Joey išče "vročo punco" v Rossovi stavbi.
- - S05E18 Tisti, ko Rachel kadi

8. april,1999 NBC 

Rachel se odloči začeti kaditi, da ne bi zamudila pomembnih sestankov s svojim šefom. Joey se udeleži avdicije za reklamo za juho z Rossovim sinom Benom. Monica in Phoebe načrtujeta rojstnodnevno zabavo presenečenja za Rachel.
- - S05E19 Tisti, kjer Ross ne zna flirtati

22. april 1999 NBC 

Joeyjeva babica pride pogledat njegov prvenec na televiziji. Medtem Ross neuspešno poskuša flirtati z dostavljavko pic.
- - S05E20 Tisti z vožnjo

29. april 1999 NBC 

Ko se bliža datum Emilyjine ponovne poroke, skupina poskuša Rossa zamotiti. Posledično so Ross in ostali fantje povabljeni na vožnjo z Garyjem.
- - S05E21 Tisti z žogo

6. maj 1999 NBC 

Gary prosi Phoebe, naj se preseli k njemu. Preplavljena z dolgčasom, Ross in Joey začneta metati žogo drug drugemu. Rachel kupi drago mačko.
- - S05E22 Tisti z Joeyjevo veliko priložnostjo

13. maj 1999 NBC 

Joey dobi ponudbo za glavno vlogo v filmu, ki se snema zunaj Las Vegasa. Medtem Rachel dobi očesno okužbo in Phoebe je jezna na Rossa.
- - S05E23 Tisti v Vegasu (1)

20. maj 1999 NBC 

Skupina gre v Las Vegas obiskat Joeyja. Chandler je jezen, ko izve, da je Monica kosila z Richardom. Ross in Rachel se poskušata osramotiti drug drugega po nerodnem srečanju.
- - S05E24 Tisti v Vegasu (2)

20. maj 1999 NBC 

Chandler in Monica se pobotata in se naglo odločita poročiti. Ross in Rachel se napijeta in tavata po igralnici. Phoebe se ukvarja z 'opazovalcem' na igralnih avtomatih.
- Sezona 6

- - S06E01 Tisti po Vegasu

23. september 1999 NBC 

Ross in Rachel se spopadata s posledicami svoje pijane noči. Phoebe in Joey se vračata v New York s taksijem.
- - S06E02 Tisti, kjer Ross objame Rachel

30. september 1999 NBC 

Monica in Chandler se odločita, da se bosta preselila skupaj. Ross poskuša preprečiti Rachel, da bi izvedela, da ni držal obljube.
- - S06E03 Tisti z Rossovim zanikanjem

7. oktober 1999 NBC 

Monica in Chandler se ne strinjata glede preureditve Racheljine stare sobe. Joey oglašuje novega sostanovalca. Ross noče sprejeti, da še vedno čuti do Rachel.
- - S06E04 Tisti, kjer Joey izgubi zavarovanje

14. oktober 1999 NBC 

Ross je povabljen, da predava na NYU. Joeyjevo zdravstveno zavarovanje SAG je poteklo zaradi pomanjkanja dela.
- - S06E05 Tisti z Joeyjevim Porschejem

21. oktober 1999 NBC 

Joey poskuša najti lastnika Porscheja, ki je pustil ključe v Central Perku. Monica in Chandler se strinjata, da bosta varovala trojčke za Phoebe. Medtem Ross in Rachel poskušata dobiti razveljavitev.
- - S06E06 Tisti zadnjo noč

4. november 1999 NBC 

Zadnjo noč, preden se Chandler in Monica preselita skupaj, se Monica in Rachel prepirata, Chandler pa poskuša dati Joeyju denar, da bi mu pomagal plačati račune.
- - S06E07 Tisti, kjer Phoebe teče

11. november 1999 NBC 

Rachel in Phoebe se odločita, da bosta začeli teči skupaj. Joey najde novega sostanovalca. Chandler se odloči presenetiti Monico s čiščenjem stanovanja, vendar pozabi, kam gre vse.
- - S06E08 Tisti z Rossovimi zobmi

18. november 1999 NBC 

Ross si pobeli zobe za zmenek. Chandler prepriča Joeyja, da Janine poskuša prevzeti njegovo stanovanje. Rachel uporablja trače, da bi navdušila svojega šefa.
- - S06E09 Tisti, kjer se je Ross zadrogiral

25. november 1999 NBC 

Rossovi in Monicini starši pridejo za zahvalni dan. Rachel poskuša narediti sladico. Joey in Ross komaj čakata, da se večerja konča, da bosta lahko šla na Janineino zabavo.
- - S06E10 Tisti z rutino

16. december 1999 NBC 

Janine dobi povabilo za ples na "Dick Clark's New Year's Rockin' Eve" in povabi Joeyja, Monico in Rossa, da se ji pridružijo. Rachel, Phoebe in Chandler iščejo svoja božična darila.
- - S06E11 Tisti z lekarniško mizo

6. januar 2000 NBC 

Rachel naroči lekarniško mizo iz trgovine, ki jo Phoebe sovraži.Janine in Joey gresta na dvojni zmenek s Chandlerjem in Monico.
- - S06E12 Tisti z šalo

13. januar 2000 NBC

Chandler in Ross se prepirata glede lastništva šale, Joey pa začne delati v Central Perku.
- - S06E13 Tisti s sestro Rachel

3. februar 2000 NBC

Bolna Monica obupano poskuša prepričati Chandlerja, da ni bolna. V mesto pride Rachelina sestra Jill.
- - S06E14 Tisti, kjer Chandler ne more jokati

10. februar 2000 NBC

Chandler prizna, da ni jokal, odkar je bil otrok. Phoebe odkrije, da Ursula igra v porno filmih pod njenim imenom. Rachel obupano poskuša preprečiti Rossu in Jill, da bi začela razmerje.
- - S06E15 Tisti, ki bi lahko bil (1)

17. februar 2000 NBC

Prihajajoča ločitev Barryja in Mindy spodbudi skupino, da fantazira o tem, kakšno bi bilo njihovo življenje, če bi vsi ubrali drugačne poti.
- - S06E16 Tisti, ki bi lahko bil (2)

17. februar 2000 NBC

Skupina še naprej razmišlja o tem, kako drugačno bi lahko bilo njihovo življenje.
- - S06E17 Tisti z Unagijem

24. februar 2000 NBC

Joey potrebuje denar za nove fotografije in se poskuša vključiti v medicinsko študijo. Rachel in Phoebe obiskujeta tečaj samoobrambe. Chandler potrebuje domače darilo za Monicin valentinov dan.
- - S06E18 Tisti, kjer Ross hodi s študentko

9. marec 2000 NBC

Ross razmišlja o zmenku s študentko. Nekdanja Chandlerjeva punca režira nov film in Joey želi avdicijo. V Phoebinem in Rachelinem stanovanju izbruhne požar.
- - S06E19 Tisti z Joeyjevim hladilnikom

23. marec 2000 NBC

Phoebe, Monica in Chandler tekmujejo, da bi Rachel dobile zmenek. Joeyjev hladilnik je pokvarjen in poskuša vse pretentati, da bi mu kupili novega. Elizabeth pove Rossu svoje načrte, da bo za pomladne počitnice obiskala Daytona Beach.
- - S06E20 Tisti z Macom in C.H.E.E.S.E.

13. april 2000 NBC

Joey dobi avdicijo za glavnega junaka v novi TV-seriji. Ko je avdicija prestavljena, Chandler sprejme sporočilo in pozabi povedati Joeyju.
- - S06E21 Tisti, kjer Ross sreča Elizabethinega očeta

27. april 2000 NBC

Ross prvič sreča Elizabethinega očeta. Phoebe se odloči napisati knjigo o Monici in Chandlerju. Joeyja bi lahko odpustili iz njegovega sitcoma, ko se spopade z operaterjem C.H.E.E.S.E.
- - S06E22 Tisti, kjer je Paul moški

4. maj 2000 NBC

Med obiskom umetniškega muzeja Monica svoje ime vpiše na dvoletni čakalni seznam, da bi ga uporabila kot prizorišče poroke. Paul grozi, da bo Rossa odpustil, če ne bo prenehal hoditi z njegovo hčerko.
- - S06E23 Tisti s prstanom

11. maj 2000 NBC

Chandler in Phoebe kupujeta prstan za Monico. Rachel želi, da se ji Paul odpre.
- - S06E24 Tisti s prošnjo (1)

18. maj 2000 NBC

Chandler namerava zaprositi Monico, vendar se njegovi načrti izjalovijo. Phoebe in Joey se pridružita Rachel na dobrodelni dražbi.
- - S06E25 Tisti s prošnjo (2)

18. maj 2000 NBC

Chandler se še naprej pretvarja, da sovraži idejo o poroki, ne da bi vedel, da Richard želi Monico nazaj. Medtem Rachel in Phoebe razpravljata o svojih "rezervnih" načrtih.
- Sezona 7

- - S07E01 Tisti z Monicino grmenjem

12. oktober 2000 NBC

Vsi praznujejo zaroko Monice in Chandlerja. Ross in Rachel ju zasenčita s kratko ponovno združitvijo. Joey se pripravlja na avdicijo, kjer mora igrati 19-letnika.
- - S07E02 Tisti z Rachelino knjigo

12. oktober 2000 NBC

Phoebe se začasno preseli k Rossu in s seboj prinese svoj salon za masažo. Joey odkrije, da je Rachel brala poceni romantični roman. Monica ugotovi, da so njeni starši porabili njen poročni denar.
- - S07E03 Tisti s Phoebinimi piškoti

19. oktober 2000 NBC

Rachel uči Joeyja, kako jadrati s svojim čolnom. Chandler se poskuša zbližati z Monicinim očetom. Monica obupano poskuša reproducirati skrivni recept za piškote Phoebine babice.
- - S07E04 Tisti z Rachelino asistentko

26. oktober2000 NBC 

Rachel dobi nalogo, da si najame pomočnika. Monica, Chandler in Ross se zapletejo v vojno deljenja skrivnosti, potem ko si Monica in Chandler obljubita večjo iskrenost.
- - S07E05 The One with the Engagement Picture

2. november 2000 NBC 

Med fotografiranjem za zaroko se Chandler težko dobro fotografira. Rachel prepriča Joeyja, naj Taga pelje ven na večerni izhod. Phoebe in Ross hodita z parom sredi ločitve.
- - S07E06 The One with the Nap Partners

9. november 2000 NBC 

Rachel in Phoebe tekmujeta, katera bo Monicina družica. Joey in Ross se znajdeta v nerodnih položajih po dremežu.
- - S07E07 The One with Ross's Library Book

16. november 2000 NBC 

Rachel in Phoebe prepričata Joeyja, naj še naprej hodi z dekletom, ki jima je všeč. Monica nenamerno povabi Janice na poroko. Ross je ponosen, ko najde svojo knjigo v knjižnici, vendar ga razjezi njena lokacija.
- - S07E08 The One Where Chandler Doesn't Like Dogs

23. november 2000 NBC 

Ross znori, ko v preprosti igri ne more našteti vseh 50 zveznih držav. Tag se pridruži skupini na zahvalni večerji. Phoebe pretihotapi psa v stanovanje, kar Chandlerja izjemno vznemiri.
- - S07E09 The One with All the Candy

7. december 2000 NBC 

Ross kupi Phoebe kolo. Rachel in Tag poskušata skriti svojo zvezo v službi. Medtem se Monica odloči, da bo naredila sladkarije in jih pustila pred vrati, da bi spoznala sosede.
- - S07E10 The One with the Holiday Armadillo

14. december 2000 NBC 

Ross poskuša Bena naučiti o hanuki. Phoebe se pripravlja na selitev nazaj v svoje prenovljeno stanovanje in poskuša prepričati Rachel, naj se preseli nazaj k njej.
- - S07E11 The One with All the Cheesecakes

4. januar 2001 NBC 

Phoebe se razjezi na Joeyja, ko ta odpove večerjo z njo zaradi zmenka. Chandler pomotoma dobi dostavljeno torto v svoje stanovanje.
- - S07E12 The One Where They're Up All Night

11. januar 2001 NBC 

Ross zbere skupino na strehi, da bi opazovali preletajoči komet.
- - S07E13 The One Where Rosita Dies

1. februar 2001 NBC 

Phoebe dobi službo kot telemarketerka za podjetje za pisarniški material. Monica in Ross odkrijeta, da njuni starši prodajajo svojo hišo. Rachel pomotoma zlomi Joeyjev najljubši stol.
- - S07E14 The One Where They All Turn Thirty

8. februar 2001 NBC 

Ko Rachel dopolni 30 let, se skupina spominja svojih 30. rojstnih dni.
- SPECIAL 0x1 Friends: The Stuff You've Never Seen

15. februar 2001 NBC 

20-minutna posebna oddaja, ki jo vodi Conan O’Brien in prikazuje nekatere najljubše posnetke igralcev iz preteklih epizod.
- - S07E15 The One with Joey's New Brain

15. februar 2001 NBC 

Ross načrtuje presenečenje za poroko Monice in Chandlerja. Drake Ramoray prihaja iz kome v seriji Days of Our Lives. Phoebe in Rachel se prepirata zaradi fanta, ki je pustil svoj mobilni telefon v Central Perku.
- - S07E16 The One with the Truth About London

22. februar 2001 NBC 

Chandler se razjezi, ko izve, koga je Monica dejansko iskala prvo noč, ko sta bila skupaj. Rachel pride v težave, ko Bena uči praktičnih šal.
- - S07E17 The One with the Cheap Wedding Dress

15. marec 2001 NBC 

Monica obžaluje, da je ženski povedala za diskontno poročno trgovino, ko se na koncu prepirata za isto obleko. Medtem Joey in Ross odkrijeta, da hodita z istim dekletom.
- - S07E18 The One with Joey's Award

29. marec 2001 NBC 

Joey je nominiran za nagrado Soapy. Eden od Rossovih študentov ga prepriča, da je padel na vmesnem izpitu, ker je zaljubljen.
- - S07E19 The One with Ross and Monica's Cousin

19. april 2001 NBC 

Joey se udeleži avdicije za veliko filmsko vlogo. Rachel in Phoebe v zadnjem trenutku načrtujeta Monicino poročno zabavo. Rossova in Monicina sestrična ju obišče in Ross se vanjo zaljubi.
- - S07E20 Tisti z Rachelino veliko poljubljanje

26. april 2001 NBC

Rachelina prijateljica s fakultete se pojavi v kavarni, kar obudi spomine na njuno preteklost. Medtem se Chandler in Ross prepirata za lastništvo smokinga Vala Kilmerja.
- - S07E21 Tisti s poročnimi zaobljubami

3. maj 2001 NBC

Chandler in Monica morata napisati svoje poročne zaobljube. Pomagata si s spomini na pretekle dogodke.
- - S07E22 Tisti s Chandlerjevim očetom

10. maj 2001 NBC

Rachel ugotovi, da je edina, ki ni vozila Monicinega Porscheja. Medtem Chandler in Monica odideta v Vegas, da bi našla Chandlerjevega očeta.
- - S07E23 Tisti s poroko Chandlerja in Monice (1)

17. maj 2001 NBC

Ko se poroka bliža, Chandlerja preplavi. Joey igra v filmu s prestižnim igralcem, ki ima težave s pljuvanjem.
- - S07E24 Tisti s poroko Chandlerja in Monice (2)

17. maj 2001 NBC

Ross obupano išče pogrešanega Chandlerja. Joey naleti na težave, ko poskuša zapustiti snemalni set.
- Sezona 8

- - S08E01 Tisti po poroki

27. september 2001 NBC

Chandlerjeve upanje, da ne bo osramotil Monice na plesišču, uničijo njegovi novi čevlji. Ross poskuša flirtati s privlačno poročno gostjo. Prijatelji izvedo, da je nekdo morda noseč.
- - S08E02 Tisti z rdečim puloverjem

4. oktober 2001 NBC

Joey odkrije rdeč pulover, kar povzroči ugibanja o tem, kdo je oče Rachelina otroka. Medtem Chandler in Ross iščeta fotoaparate za enkratno uporabo, ki so ostali na poroki.
- - S08E03 Tisti, kjer Rachel pove...

11. oktober 2001 NBC

Chandler in Monica odideta na medene tedne. Rachel se pripravlja, da bo novico sporočila očetu svojega otroka.
- - S08E04 Tisti z videokaseto

18. oktober 2001 NBC

Ross in Rachel se ne strinjata glede tega, kaj se je zgodilo, ko sta spala skupaj, in Ross po nesreči razkrije, da ima srečanje posneto na videokaseti.
- - S08E05 Tisti z Rachelino zmenkom

25. oktober 2001 NBC

Phoebe začne hoditi z moškim, ki dela za Monico, medtem ko Joey Rachel dogovori zmenek z eno od svojih soigralk.
- - S08E06 Tisti z zabavo za noč čarovnic

1. november 2001 NBC

Monica in Chandler se odločita prirediti kostumsko zabavo za noč čarovnic. Phoebe naleti na Ursulo in jo povabi skupaj z njenim zaročencem na zabavo.
- - S08E07 Tisti z madežem

8. november 2001 NBC

Chandler najame služkinjo, za katero Monica sumi, da ji krade oblačila. Eric se razide z Ursulo, da bi bil s Phoebe.
- - S08E08 Tisti s striptizeto

15. november 2001 NBC

Rachel se pripravlja na večerjo z očetom in mu pove, da je noseča. Medtem Chandler odkrije, da je imela Monica dekliščino s striptizeto.
- - S08E09 Tisti z govorico

22. november 2001 NBC

Monica povabi starega prijatelja iz srednje šole na večerjo za zahvalni dan. Medtem Joey obljubi, da bo sam pojedel celo purana.
- - S08E10 Tisti z Monicinimi škornji

6. december 2001 NBC

Monica si privošči drag par škornjev. Phoebe izve, da Ben hodi v šolo s Stingovim sinom.
- - S08E11 Tisti z Rossovim korakom naprej

13. december 2001 NBC

Ross začne paničariti, ko Mona dobi idejo, da bi poslala praznično voščilnico za oba. Chandlerjev na novo ločeni šef poskuša prepričati Monico in Chandlerja, da bi šla z njim na večerjo.
- - S08E12 Tisti, kjer Joey hodi z Rachel

10. januar 2002 NBC

Phoebe Monici in Chandlerju podari pozno poročno darilo. Ross dobi priložnost, da poučuje pomemben razred. Joey pelje Rachel na večerjo na lažni zmenek.
- - S08E13 Tisti, kjer se Chandler kopa

17. januar 2002 NBC

Monica Chandlerja navduši nad konceptom kopeli za sprostitev. Ross in Rachel razpravljata o imenih za dojenčka in o tem, ali naj izvesta spol dojenčka.
- - S08E14 Tisti s skrivno omaro

31. januar,2002 NBC

Chandler spozna, da ni nikoli videl, kaj je v omari ob kopalnici, in poskuša vlomiti.
- - S08E15 Tisti z videom poroda

7. februar 2002 NBC

Phoebe poskuša razvedriti Joeyja tako, da mu posodi najsrečnejšega psa na svetu. Romantični valentinov dan Monice in Chandlerja prekine ogled videa poroda.
- - S08E16 Tisti, kjer Joey pove Rachel

28. februar 2002 NBC

Ross težko razume Joeyjevo razkritje. Medtem Phoebe misli, da je spoznala Monicino sorodno dušo.
- - S08E17 Tisti s čajnimi lističi

7. marec 2002 NBC

Joey se izogiba Rachel in ona ga poskuša pritegniti v pogovor. Phoebe nadaljuje z branjem čajnih lističev. Ross poskuša dobiti svojo najljubšo srajco od Mone.
- - S08E18 Tisti v Massapequi

28. marec 2002 NBC

Vsi se pripravljajo na zabavo ob 35. obletnici poroke Gellerjevih. Monica želi napisati popolno zdravico. Phoebe povabi svojega novega fanta, Parkerja.
- - S08E19 Tisti z Joeyjevim intervjujem

4. april 2002 NBC

Joey se pripravlja na intervju za Soap Opera Digest. Spominja se svojih preteklih igralskih izkušenj, prijateljev in romantičnega življenja.
- - S08E20 Tisti z zabavo za dojenčka

25. april 2002 NBC

Rachel zajame panika, ko spozna, da ni pripravljena skrbeti za svojega dojenčka. Medtem fantje pomagajo Joeyju vaditi za avdicijo za voditelja divje igralne oddaje z naslovom "Bamboozled".
- - S08E21 Tisti s kuharskim tečajem

2. maj 2002 NBC

Monicina restavracija dobi slabo oceno in se odloči, da se bo z Joeyjem pridružila kuharskemu tečaju. Ross gre na zmenek z uslužbenko iz trgovine z otroškimi izdelki, kar naredi Rachel ljubosumno.
- - S08E22 Tisti, kjer Rachel zamuja

9. maj 2002 NBC

Ker se bliža izid Joeyjevega filma, se mora odločiti, katerega prijatelja bo povabil na premiero. Monica in Phoebe stavita, kdaj se bo rodil Racheljin dojenček.
- - S08E23 Tisti, kjer ima Rachel dojenčka (1)

16. maj 2002 NBC

Rachel in Ross prispeta v bolnišnico. Monica in Chandler se odločita, da želita imeti dojenčka.
- - S08E24 Tisti, kjer ima Rachel dojenčka (2)

16. maj 2002 NBC

Ko Rachel rodi dojenčka, se mora soočiti z vprašanji odnosov okoli sebe.
- Sezona 9

- - S09E01 Tisti, kjer nihče ne zaprosi

26. september 2002 NBC

Zmeda vlada po Joeyjevi zgrešeni prošnji. Monica in Chandler začneta poskušati imeti dojenčka.
- - S09E02 Tisti, kjer Emma joka

3. oktober 2002 NBC

Chandler zaspi med pomembnim delovnim sestankom. Emma ne bo nehala jokati, potem ko Rachel prekine njen dremež.
- - S09E03 Tisti s pediatrom

10. oktober 2002 NBC

Racheljin pediater jo odpusti kot stranko, ker ga nenehno kliče. Joey uredi zmenek na slepo za Phoebe.
- - S09E04 Tisti z morskimi psi

17. oktober 2002 NBC

Phoebe spozna, da nikoli ni imela dolgotrajnega razmerja. Monica odkrije nekaj med obiskom Chandlerja v Tulsi.
- - S09E05 Tisti z Phoebino rojstnodnevno večerjo

31. oktober 2002 NBC

Prijatelji se zberejo, da bi proslavili Phoebin rojstni dan, vendar vsi zamujajo na večerjo iz različnih razlogov.
- - S09E06 Tisti z moškim varuško

7. november 2002 NBC

Ross se posmehuje Racheljini novi moški varuški. Monica pravi, da je nekdo iz njene službe najsmešnejši fant, kar jih je kdaj srečala, kar razburi Chandlerja.
- - S09E07 Tisti z Rossovo neprimerno pesmijo

14. november 2002 NBC

Ross nasmeje Emmo s petjem "Baby Got Back". Joey in Chandler najdeta videokaseto v Richardovem starem stanovanju. Phoebe večerja z Mikeom in njegovimi starši.
- - S09E08 Tisti z Racheljino drugo sestro

21. november 2002 NBC

Racheljina sestra Amy se pojavi za zahvalni dan in povzroči prepire med prijatelji.
- - S09E09 Tisti z Racheljino telefonsko številko

5. december 2002 NBC

Rachel je pripravljena ponovno začeti hoditi na zmenke in gre ven v bar s Phoebe.Joey misli, da ga Monica vara s Chandlerjem.
- - S09E10 Tisti z božičem v Tulsi

12. december 2002 NBC

Chandler je za božič obtičal v Tulsi s privlačno sodelavko, kar skrbi Monico.
- - S09E11 Tisti, ko se Rachel vrne na delo

9. januar 2003 NBC

Rachel se odloči vrniti na delo, Chandler začne iskati novo službo, Phoebe pa dobi delo kot statistka v Joeyjevi oddaji.
- - S09E12 Tisti s Phoebinimi podganami

16. januar 2003 NBC

Gavin da Rachel rojstnodnevno darilo, Ross pa Joeyju naroči, naj se drži stran od Emine nove varuške. Medtem Mike po nesreči ubije Phoebino podgano.
- - S09E13 Tisti, ko Monica poje

30. januar 2003 NBC

Noč v Mikovem piano baru Monici prinese trenutek v središču pozornosti. Medtem Chandler uporabi skrivno veščino, da pomaga Joeyju.
- - S09E14 Tisti s zmenki na slepo

6. februar 2003 NBC

Joey in Phoebe se dogovorita, da bosta Rachel in Rossa spravila na najslabše zmenke na slepo. Medtem Monica in Chandler pazita na Emmo.
- - S09E15 Tisti z ropom

13. februar 2003 NBC

Joey prestane izčrpavajočo avdicijo. Ross in Phoebe odkrijeta skrivno povezavo, potem ko sta bila skupaj oropana na ulici. Chandler začne oglaševalsko prakso.
- - S09E16 Tisti z operacijo prsi

20. februar 2003 NBC

Ko sta Monica in Chandler v finančni stiski, oba na skrivaj prosita Joeyja za posojilo. Phoebe prosi Mika, naj se preseli k njej, Rachel pa poskuša stanovanje narediti varno za dojenčka.
- - S09E17 Tisti s spominsko slovesnostjo

13. marec 2003 NBC

Chandler in Ross se šalita na svoji fakultetni spletni strani. Joey noče dati Emmi svoje najljubše plišaste živali. Phoebe prosi Monico, naj ji pomaga preprečiti srečanje z Mikom po razhodu.
- - S09E18 Tisti z loterijo

3. april 2003 NBC

Prijatelji kupijo loterijske listke v upanju, da bodo zadeli velik dobitek. Medtem Chandler čaka na telefonski klic, ki bi lahko pomenil novo plačano službo.
- - S09E19 Tisti z Rachelinimi sanjami

17. april 2003 NBC

Rachel sanja o Joeyju. Chandler kupi nepovratni vikend pobeg zase in za Monico, a ko ona ne more dobiti prostega časa v službi, se mu pridruži Ross.
- - S09E20 Tisti z zabavo v milni operi

24. april 2003 NBC

Joey ne pove skupini o svojih načrtih, da bo priredil zabavo na strehi stavbe. Ross spozna novo sodelavko in se takoj zaljubi vanjo.
- - S09E21 Tisti s testom plodnosti

1. maj 2003 NBC

Chandler in Monica na skrivaj gresta v kliniko za plodnost in naletita na nekoga, ki ga poznata. Ross pomaga Joeyju osvojiti Charlie.
- - S09E22 Tisti z darovalcem

8. maj 2003 NBC

Monica in Chandler začneta pregledovati potencialne darovalce sperme. Phoebe je živčna, ker gre na zabavo, da bi videla Mika, a naleti na nekoga iz svoje preteklosti.
- - S09E23 Tisti na Barbadosu (1)

15. maj 2003 NBC

Prijatelji podpirajo Rossa, ko se pripravlja na glavno paleontološko predavanje na Barbadosu. Phoebe ima polne roke dela z dvema snubcema, Davidom in Mikom.
- - S09E24 Tisti na Barbadosu (2)

15. maj 2003 NBC

Rachel končno pove Joeyju o svoji zaljubljenosti vanj. Monica in Mike tekmujeta v namiznem tenisu.
- Sezona 10

- - S10E01 Tisti po poljubu Joeyja in Rachel

25. september 2003 NBC

Joey in Ross poskušata drug drugemu povedati o svojih novih razmerjih. Phoebe odkrije, da ima Mike dekle.
- - S10E02 Tisti, ko je Ross v redu

2. oktober 2003 NBC

Ross povabi Joeyja in Rachel na večerjo z njim in Charlie. Chandler in Monica obiščeta nekaj Phoebinih prijateljev, da bi se naučila o posvojitvi. Frank mlajši obišče trojčke.
- - S10E03 Tisti z Rossovo porjavelostjo

9. oktober 2003 NBC

Joey in Rachel se trudita biti več kot prijatelja. Ross dobi porjavelost v spreju.
- - S10E04 Tisti s torto

23. oktober2003 NBC

Emma praznuje prvi rojstni dan in Rachel ne bo dovolila, da se zabava začne, dokler se Emma ne zbudi iz spanca.
- - S10E05 Tisti, kjer Rachelina sestra varuje otroke

30. oktober 2003 NBC

Monica in Chandler prosita Joeyja, naj v njunem imenu napiše pismo posvojitveni agenciji. Rachelina sestra Amy ju obišče. Phoebe pokvari Mikeove načrte za zaroko.
- - S10E06 Tisti z Rossovo štipendijo

6. november 2003 NBC

Rachel in Monica se prepirata, katera mora vzeti Phoebino grdo sliko. Ross se poteguje za paleontološko štipendijo, vendar vloge pregleduje Charliejev bivši fant.
- - S10E07 Tisti z domačo študijo

13. november 2003 NBC

Phoebe in Mike se borita z odločitvijo, da svoj poročni sklad podarita v dobrodelne namene. Ross odkrije Rachelino nerazumno strah pred gugalnicami. Monica in Chandler se pripravljata na obisk delavca iz posvojitvene agencije.
- - S10E08 Tisti s poznim zahvalnim dnem

20. november 2003 NBC

Joey, Ross, Rachel in Phoebe prepričajo Monico in Chandlerja, da gostita zahvalni dan, vendar vsi štirje pridejo pozno.
- - S10E09 Tisti z biološko materjo

8. januar 2004 NBC

Monica in Chandler potujeta v Ohio, da bi spoznala potencialno mater za svojega otroka. Rachel izbere obleko za Rossa za zmenek, medtem ko Joeyjev zmenek pobira hrano z njegovega krožnika.
- - S10E10 Tisti, kjer je Chandler ujet

15. januar 2004 NBC

Phoebe in Rachel mislita, da Chandler vara, vendar se izkaže, da gre za veliko nesporazum. Prijatelji se spominjajo skupnega življenja v New Yorku.
- - S10E11 Tisti, kjer striptizeta joka

5. februar 2004 NBC

Na Phoebini dekliščini se pojavi precej nepričakovano presenečenje. Joey nastopi v kvizu. Stare skrivnosti pridejo na dan, ko Ross in Chandler obiščeta srečanje nekdanjih študentov.
- - S10E12 Tisti s Phoebino poroko

12. februar 2004 NBC

Zimska nevihta vpliva na Phoebino poroko. Monica prevzame nadzor in nastane kaos.
- - S10E13 Tisti, kjer Joey govori francosko

19. februar 2004 NBC

Phoebe poskuša Joeyja naučiti francosko za avdicijo. Ross in Rachel se odpravita na Long Island, potem ko ima njen oče srčni napad.
- - S10E14 Tisti s princeso Consuelo

26. februar 2004 NBC

Monica in Chandler pripeljeta Joeyja na obisk v svojo hišo. Phoebe izve, da si lahko ime spremeni v karkoli želi. Rachel ima razgovor, vendar ne gre po načrtih.
- - S10E15 Tisti, kjer Estelle umre

22. april 2004 NBC

Ross poskuša Rachel ponovno zaposliti pri Ralphu Laurenu. Phoebe odkrije, da je Joeyjeva agentka Estelle umrla, vendar mu tega noče povedati. Chandler in Monica naletita na Janice.
- - S10E16 Tisti z Rachelino poslovilno zabavo

29. april 2004 NBC

Prijatelji priredijo Rachel majhno poslovilno zabavo in ona se poslovi od vsakega od svojih prijateljev posebej.
- POSEBNO 0x2 Prijatelji: Tisti pred zadnjo – Deset let Prijateljev

6. maj 2004 NBC

Zbirka posnetkov iz preteklih epizod, preteklih sezon, ki vodijo do zadnje epizode.
- - S10E17 Zadnja (1)

6. maj 2004 NBC

Erica rodi, vendar je tam še eno majhno presenečenje. Ross spozna, da še vedno ljubi Rachel.
- - S10E18 Zadnja (2)

6. maj 2004 NBC

Ross in Phoebe lovita Rachel na letališče. Medtem Chandler in Monica pakirata svoje stanovanje. Joey podari Monici in Chandlerju presenetljivo darilo.